# Paraphacosomoides curvipes
Paraphacosomoides curvipes är en skalbaggsart som beskrevs av Vladimir Balthasar 1966. Paraphacosomoides curvipes ingår i släktet Paraphacosomoides och familjen bladhorningar. Inga underarter finns listade i Catalogue of Life.